# Gorfion
Gorfion (2308 m n.p.m.) – szczyt w Alpach Wschodnich w paśmie Rätikon, położony na granicy Liechtensteinu i Austrii. Położony jest w bliskim sąsiedztwie szczytu Augstenberg. Nie prowadzi na niego żaden oznakowany szlak.